# UBE2R2
UBE2R2‏ (Ubiquitin conjugating enzyme E2 R2) هوَ بروتين يُشَفر بواسطة جين UBE2R2 في الإنسان.